# 錦城薬品
錦城薬品株式会社（きんじょうやくひん）は、かつて大阪市東区（現・中央区に本社を置いていた、医薬品・医療機器・医療用検査試薬等の卸売及び販売を行っていた企業であった。現在は同社が存続会社となり「ケーエスケー」となっている。三共（現・第一三共）の連結適応会社であった。

## 沿史
- 1962年7月2日：三共が扇薬品の営業権を譲受。3000万円を全額出資して設立。
- 1981年4月：阪東薬品の営業権を譲受。
- 1999年10月1日：シンエー（神戸市）及び協進（大阪市）と合併。ケーエスケーに商号変更する。

## 営業所
- 大阪府：大阪市、寝屋川市、吹田市

## 主な取引メーカー
- 三共、富山化学工業、マルホ、わかもと製薬、日本スクイブ、日本グラクソ（現・グラクソ・スミスクライン）